# ミニモニ。におまかせっ!
ミニモニ。におまかせっ！は、竹書房より発行された児童文学。楠未莉著、全5巻。レーベルは「ミニモニ。文庫」（文庫と銘打っているがB6判である）。
ミニモニ。を主人公とした小説で、2002年11月より1冊ずつ発行されていた。

## 作品概要
- ミニモニ。の4人が、各回で小学生の女の子と出会い、友情を深めていくファンタジー小説。
- 人間の言葉が喋れる動物たち（オウム、猫、亀、フェネック）が、4人のパートナーとして登場している。
- 物語の終盤では、不思議な能力を持つ女の子と、ミニモニ。が対決するシーンが描かれている（この少女たちは4巻・5巻でブラモニ。として登場）。
- 1巻は矢口編、2巻は辻編、3巻は加護編、4巻・5巻はミカ編となっており、全5巻で一つの物語となっている。

## 現実との相違点
- 作中ではモーニング娘。が存在せず、4巻より登場する高橋はミニモニ。が所属する事務所のレッスン生となっている。

## 書誌情報
- 楠未莉著「ミニモニ。におまかせっ! 1 学園祭はドッキドキ!?」（2002年11月22日 竹書房）ISBN 4-8124-1049-5
- 楠未莉著「ミニモニ。におまかせっ! 2 あの子の夢を守れ」（2002年12月21日 竹書房）ISBN 4812410665
- 楠未莉著「ミニモニ。におまかせっ! 3 嵐のファッションコンテスト」（2003年1月22日 竹書房）ISBN 4-8124-1067-3
- 楠未莉著「ミニモニ。におまかせっ! 4 ミニモニ。vsブラモニ。（前編）」（2003年3月22日 竹書房）ISBN 4-8124-1068-1
- 楠未莉著「ミニモニ。におまかせっ! 5 ミニモニ。vsブラモニ。（後編）」（2003年3月22日 竹書房）ISBN 4-8124-1158-0